# В'яхань
В'яхань — літописне місто Переяславського князівства, а з середини XII століття — Новгород-Сіверського князівства, на південно-західних кордонах Вирської волості. Нині археологічна пам'ятка. Пам'ятка розташована в центрі селі Городище Недригайлівського району Сумської області, в урочищі Городок на правому березі річки Терн (права притока р. Сула, басейн Дніпра). Вперше згадується в Іпатіївському літописі під 1147 роком. Городище В'яхань овальної форми (близько 1,8 га). Висота існуючого валу близько 3,5 м; глибина рову — бл. 2 м, а ширина — 15–20 м. Потужність культурного шару XI—XIII століть — 1,2–1,3 м. До городища примикає відкритий посад, площа якого близько 50 га. Городище обстежували В. Ляскоронський, Ф. Копилов, В. Богусевич, М. Кучера; 1972, 1979 досліджував Ю. Моргунов. Серед знахідок — висяча свинцева печатка Володимира Мономаха.
За археологічними матеріалами, В'яхань засновано наприкінці XI століття. для посилення контролю за «степовим коридором» — проходом у половецький степ. 1147 року місто, що належало великому князю київському Ізяславу Мстиславичу, відбило напад дружин Святослава Ольговича та Гліба Юрійовича. 1239 року спалене монгольськими військами хана Батия і відтоді перестало існувати.